# Variant génétique cryptique
On appelle variant génétique cryptique ou mutation conditionnelle une mutation génétique ne s'exprimant que dans certaines conditions particulières. Cette mutation peut avoir un effet fonctionnel ou non en fonction du contexte.

## Contextes favorisant l'expression de la mutation

### Contexte génomique
Il peut y avoir des interactions génétiques qui vont favoriser l'expression de la mutation. En effet, la variation d'un gène peut affecter les effets de la variation d'un autre gène, avec ou sans interactions physiques directes des protéines et/ou de l'ARNm (Acide Ribonucléique Messager) codés.
On parle de gène modificateur lorsqu'il s'agit d'un gène dont les variations de séquence modulent les effets de la mutation d'un autre gène.

### Contexte environnemental
Le contexte environnemental peut favoriser l'expression de la mutation. Notamment par la thermolabilité de certaines protéines mutées, ou encore la présence de variants présentant une sensibilité différentielle aux toxiques.

## Les principaux effets conditionnels

### Interaction positive ou suppression génétique
Aussi appelé synthetic rescue ou suppressor mutation, il s'agit en fait de l'élimination partielle ou complète de l'effet pathologique d'une mutation par une autre mutation.

### Interaction négative
Il s'agit de l'apparition ou l'aggravation d'une pathologie par la combinaison de deux ou plusieurs mutations qui, isolément, sont moins préjudiciables ou non préjudiciables. Dans des cas extrêmes, peut se produire une létalité synthétique, c'est-à-dire une combinaison de mutations létale pour une cellules ou un organisme.

## Les principales classes de gènes suppresseurs
Il y a deux principales classes de gènes suppresseurs:
- les gènes ayant des fonctions apparentées aux gènes mutés, présentant notamment une homologie de séquence (comme les gènes issus de duplications et ayant des fonctions suffisamment conservées), ou encore des gènes ayant une action agoniste ou antagoniste dans une même fonction[1].
- les gènes impliqués dans des mécanismes de "contrôle qualité", ayant une fonction de dégradation régulée d'ARNs ou de protéines (selon les types de mutations), ou impliqués dans la régulation du repliement de certaines protéines, ce que l'on appelle communément l'effet chaperon[1].

Ainsi, chez la levures par exemple, l'existence de gènes suppresseur peut potentiellement supprimer les effets des mutations de plus de 25 % des gènes potentiellement mutés.